# ميخائيل تراب
ميخائيل تراب (بالإنجليزية: Michael Trapp)‏ هو متزلج على الثلوج أمريكي، ولد في 10 يوليو 1988.

## روابط خارجية
- ميخائيل تراب على موقع الاتحاد الدولي للتزلج (ركوب لوح الثلج) (الإنجليزية)
- ميخائيل تراب على موقع أوليمبيديا (الإنجليزية)
- ميخائيل تراب على موقع اللجنة الأولمبية والبارالمبية الأمريكية (الإنجليزية)